# Apalis de Rudd
L'apalis de Rudd (Apalis ruddi) és una espècie d'ocell passeriforme que pertany a la família Cisticolidae i és pròpia del sud-est d'Àfrica.

## Distribució i hàbitat
Principalment es troba a Moçambic però també al sud de Malawi i les zones adjacents de Sud-àfrica i Swazilàndia.
L'hàbitat natural són les sabanes i les zones de matoll.